# 夫婦道
『夫婦道』（ふうふどう）は、TBS系列の連続テレビドラマである。主演は武田鉄矢と高畑淳子。

## 概要
埼玉県入間市で狭山茶の茶園業を営む夫婦を中心とした家族の人間模様を描いた、笑いあり・涙ありのホームドラマ。近年の日常性から乖離した傾向のあるテレビドラマに対し、TBS往年のホームドラマのような「普通のホームドラマ」を目指し、製作された。
2007年4月12日より6月21日まで毎週木曜日21:00 - 21:54に、第1シリーズが放送された。この第1シリーズが、同じTBSで放送された『日曜劇場・華麗なる一族』の直後のクールであったことから、主演で『華麗なる一族』にも出演していた武田は「華麗じゃない一族」とシャレを交えながらPR・番組宣伝を行っていた。
2009年4月15日より6月24日まで毎週水曜日21:00 - 21:54に、「水曜劇場」枠（27年ぶりに復活）の復活第1弾として、第2シリーズが放送された。初回でもある2009年4月15日には、15分拡大して22:09まで放送した。

### キャスティング
『3年B組金八先生』シリーズで共演した高畑淳子が、武田と初めて夫婦役で共演した。ほか、本仮屋ユイカも三女役で出演し、柳井満をはじめ、スタッフも『金八先生』とほぼ共通する。他にも橋爪功、石倉三郎、杉田かおる、山崎銀之丞など、『金八先生』の出演経験者が多く出演しているとともに、音楽も城之内ミサが起用された。また長男・茂役を演じた鈴木悠人は『ファイナル』で竹之内直人役で出演した。

### 視聴率
視聴率は、平均13.6%、最高14.4%と『渡る世間は鬼ばかり』シリーズ以外では比較的、好成績を残した。この数字は同期のドラマの中では4番目に高かったことにより、2009年4月から放映時間を変えて第2シリーズがスタートしたが、全話二桁だった1シリーズとは対照的に全話一桁と苦戦した。

## あらすじ
先祖代々茶園業を営む高鍋康介と妻の聡子の間には三女一男の子供がいる。家業を手伝い過去に29回もお見合いに失敗した経験を持つ長女の夏萌（なつも）、丸の内でOLとして働く次女八夜子、地元のJAで働く三女若葉、長男の茂。そして愛犬のチャツミ（子供達の名前は、同じ読みの童謡の歌詞から引用）。聡子は長女夏萌の結婚と、康介の栽培した茶がコンクールで金賞を取ることが家族の目標と定めているが…。
物語は高鍋家の3人の娘の結婚や代々続く高鍋園の後継ぎ、それらをめぐる夫婦間の諍いなど日常的な事件を中心に展開し、各回の最後には高鍋家の中庭に「夫婦道教訓」と記された掛け軸が垂れ下がり、その回にまつわる夫婦関係の教訓が示される。教訓の読み上げをはじめ随所で鈴木悠人がナレーションを担当、長男 茂の視点で物語の案内役を務める。

## キャスト

### 高鍋家
高鍋康介〈60 → 62〉
演 - 武田鉄矢
高鍋家の家長。お茶をこよなく愛し、おいしいお茶を作ることに情熱を注いでいる。毎年開かれる全国製茶コンクールで常に入賞している。家のことはほとんど聡子に任せており何もしないが、お茶を淹れるのは上手く、高鍋家の朝は康介が淹れたお茶を、家族全員で飲むことから始まる。隣人の修造とは幼なじみであり、かつて聡子をめぐってライバル同士だった。
高鍋聡子〈54 → 56〉
演 - 高畑淳子
康介の妻。大学生時代に康介と出会う。聡子は、康介のお茶に対するひたむきな姿に興味を持ち、康介の生き方に共感し結婚。普段、表向きは夫の康介を立てているが、口数では康介に負けず、夫婦喧嘩ではいつも聡子が勝っている。
高鍋茂〈10 → 12〉
演 - 鈴木悠人（子役）
高鍋家の長男。勉強ができ、通っている塾の模試では市内で一番を取るほどの秀才。高鍋家では口数が少なく、聡子たち高鍋家の女性たちに翻弄される康介のグチを聞かされる役回り。
チャツミ
高鍋家の愛犬。

### 冬島家
冬島夏萌〈30 → 32〉
演 - 山崎静代（小学生時：尾山楓）
高鍋家の長女。何十回とお見合いをしてきたが、ことごとく失敗。結局、二人の妹が先に嫁いでしまった。絵を描くことが趣味で、それが縁で淳太郎と出会い結婚。絵画の創作活動をする夫と共にパリへ移住。
冬島淳太郎
演 - 山崎銀之丞
夏萌と恋に落ち結婚。その後、夏萌と共にパリで新婚生活を送る。

### 山崎家
山崎八夜子〈28 → 30〉
演 - たくませいこ
高鍋家の次女。東京・丸の内のある会社でOLをしていたが、康介と同い年である上司の山崎昌弘と結婚。その後は、昌弘の故郷・香川県高松に移り住み、一緒にうどん屋を営んでいる。現在、第一子を妊娠中。
山崎昌弘〈60 → 62〉
演 - 石倉三郎
八夜子が勤めていた会社の元上司だったが、八夜子との結婚後、生まれ故郷の香川県高松市内で讃岐うどん屋を営んでいる。

### 中森家
中森若葉〈22 → 24〉
演 - 本仮屋ユイカ
高鍋家の三女。地元の農協で働きながら、家族や周囲には内緒で幼なじみの健太と交際していたが、八夜子の結婚を追うようにして結婚。健太のいる北海道へと移住したのだが、健太が所属する劇団が長期で海外公演することとなり、健太が帰国するまでの間、修造の身の回りの世話を兼ねて高鍋家へ里帰りする。
中森健太〈22 → 24〉
演 - 佐藤銀平
修造の一人息子。現在は所属する劇団の長期海外公演中で日本を離れている。
中森修造〈60 → 62〉
演 - 橋爪功
高鍋家の隣人で康介とは幼馴染みの喧嘩友達。修造は学生時代、聡子に目を付け、康介が聡子と結婚して以来、益々喧嘩が絶えない関係になる。妻は数十年前に病死。一人息子の健太を男手一つで育てた。現在は神崎典子と交際中。

### その他
狭山茶「高鍋園」の常連客
演 - 青木和代

神崎典子〈45〉
演 - 杉田かおる（第2シリーズ）
修造から「ノンちゃん」と呼ばれている。高鍋家のことはよく思っていない。仕事は保険会社のセールスレディ。
増山大輔〈26〉
演 - 田中幸太朗（幼少時：長島暉実）（第2シリーズ）
事務機リース会社の営業をしているサラリーマン。高鍋家から近いアパートを借りて一人暮らしをしている。高鍋家とは付き合いが古く、この春から康介が活動をしている「手揉み茶保存会」に加わる。
胡桃沢華子
演 - 児玉絹世（第2シリーズ第四回 - ）
茂の家庭教師・東大医学生（理Ⅲ 現役合格）。

### ゲスト

#### 第1シリーズ
第一回 「娘は見合い30連敗」
- ホテルマン - 辻義人
- 夏萌の見合い相手 - 石黒賢
- その父親 - 有川博
- その母親 - 立石凉子
- 田所（見合いの仲人） - 片岡富枝

第二回 「次女の相手は還暦だ!!」
- 松山（八夜子の見合い相手） - 宍戸勝
- 狭山茶「高鍋園」の客A - 山里亮太
- 狭山茶「高鍋園」の客B（祖父） - 中山克己
- 狭山茶「高鍋園」の客C（孫） - 伊澤柾樹

第三回 「次女の結婚波乱の結末」
- 地元の放送局のアナウンサー - 山賀教弘
- 地元の放送局のカメラマン - 石井輝之

第四回 「長女お見合い次女結婚」
- 摘み子 - 上村依子、真山惠衣
- 田沢園の清彦の父 - 前田吟
- 田沢園の清彦の母 - 酒井麻吏
- 田沢清彦（夏萌の見合い相手。次男） - 倉田英二
- 茂の塾の教師 - 菊池均也

第五回 「浮気!!」
- 佐山かおり（小料理屋「かおり」女将） - 三原じゅん子

第六回 「突然長女に結婚話!!」
- 緑川麗子（健太の元彼女） - 岩佐真悠子（第七回）

第八回 「金魚と内閣総理大臣」
- 山下博子（聡子の大学時代の同級生） - 萩尾みどり
- 沢口省吾（総理大臣） - 柴俊夫

第九回 「お茶の木に咲いた花」
- 杉本辰司 - 米倉斉加年（特別出演）

第十回 「宇宙からのプロポーズ」
- 米倉茜（茜画廊／美術展関係者） - 木野花

最終回 「大輪の花が咲いた」
- バスガイド - いぬいりさこ
- ニュース番組 キャスター - 小笠原亘・新井麻希

#### 第2シリーズ
第一回 「春満開バトル再開」
- トメさん（テレビ番組「トメさんのぶらりお散歩」レポーター） - 福留功男
- 米山（助産師） - 佐々木すみ江（第四回）

第六回 「鬼ババ来襲緊急事態」
- 岩見沢耕一（ヤクザ） - 金田明夫
- 千尋 - 星野亜希
- 山崎多佳子（兄嫁） - 山口果林

第八回 「遂にソノ時が来たか!」
- 坂田亀吉 - 掛田誠
- 土橋誠 - 小林一英
- 看護師 - 田中馨
- 医師 - 歌澤寅右衛門

第九回 「妻の退職金で大騒動!」
- 梅沢美津子（聡子の中学時代の親友） - かとうかず子
- 骨董屋 - 須永慶
- 呉服屋 - 花王おさむ

第十回 「ノンちゃんの娘出現!」
- 少年係の警察官 - 伊藤昌一
- 少年係の警察官 - 渡辺穣
- 吉永リカ - 高畑充希（最終回）

最終回
- 修造の後援会 婦人部 - 藤夏子・柳岡香里・大原真理子
- 蕎麦屋の客 - 嶋崎伸夫
- 竹本純平

## スタッフ
- 脚本 - 清水有生
- 音楽 - 城之内ミサ
- 主題歌 - 海援隊「早春譜」
第1シリーズ第五回からは歌詞は異なっている。
第2シリーズでも引き続き使用された。
- 劇中歌 - 城之内ミサ「Avec toi toujours〜いつもあなたと一緒に〜」
- 協力 - 入間市茶業協会
- 製作著作 - TBS

## 放送日程

### 第1シリーズ（2007年）
- キャッチコピーは「味わうほどに奥深い。それが夫婦道」。

| 各話                                                       | 放送日        | サブタイトル         | 演出   | 視聴率 |
| ---------------------------------------------------------- | ------------- | -------------------- | ------ | ------ |
| 第一回                                                     | 2007年4月12日 | 娘は見合い30連敗     | 清弘誠 | 14.1%  |
| 第二回                                                     | 2007年4月19日 | 次女の相手は還暦だ!! | 清弘誠 | 13.2%  |
| 第三回                                                     | 2007年4月26日 | 次女の結婚波乱の結末 | 大岡進 | 14.4%  |
| 第四回                                                     | 2007年5月03日 | 長女お見合い次女結婚 | 大岡進 | 13.8%  |
| 第五回                                                     | 2007年5月10日 | 浮気!!               | 清弘誠 | 13.7%  |
| 第六回                                                     | 2007年5月17日 | 突然長女に結婚話!!   | 清弘誠 | 13.6%  |
| 第七回                                                     | 2007年5月24日 | 親の願望VS子の願望   | 大岡進 | 14.0%  |
| 第八回                                                     | 2007年5月31日 | 金魚と内閣総理大臣   | 大岡進 | 12.7%  |
| 第九回                                                     | 2007年6月07日 | お茶の木に咲いた花   | 清弘誠 | 13.3%  |
| 第十回                                                     | 2007年6月14日 | 宇宙からのプロポーズ | 大岡進 | 14.3%  |
| 最終回                                                     | 2007年6月21日 | 大輪の花が咲いた     | 清弘誠 | 12.4%  |
| 平均視聴率 13.6%（視聴率は関東地区・ビデオリサーチ社調べ） |               |                      |        |        |

### 第2シリーズ（2009年）
- キャッチコピーは「夫婦道というは共に歩む道を見つけたり」。
- 第一回は15分拡大（21:00 - 22:09）。
- 第七回は40分遅延[4]。

| 各話                                                       | 放送日        | サブタイトル        | 演出   | 視聴率 |
| ---------------------------------------------------------- | ------------- | ------------------- | ------ | ------ |
| 第一回                                                     | 2009年4月15日 | 春満開バトル再開    | 清弘誠 | 9.2%   |
| 第二回                                                     | 2009年4月22日 | 娘三人全員出戻り?   | 清弘誠 | 8.9%   |
| 第三回                                                     | 2009年4月29日 | 夫婦円満の方程式!   | 大岡進 | 8.6%   |
| 第四回                                                     | 2009年5月06日 | 初孫誕生の長い一日  | 大岡進 | 7.8%   |
| 第五回                                                     | 2009年5月13日 | 現役インタイの危機? | 清弘誠 | 9.2%   |
| 第六回                                                     | 2009年5月20日 | 鬼ババ来襲緊急事態  | 清弘誠 | 6.7%   |
| 第七回                                                     | 2009年5月27日 | 茶畑に恋の花咲く…   | 清弘誠 | 8.2%   |
| 第八回                                                     | 2009年6月03日 | 遂にソノ時が来たか! | 清弘誠 | 6.3%   |
| 第九回                                                     | 2009年6月10日 | 妻の退職金で大騒動! | 清弘誠 | 5.8%   |
| 第十回                                                     | 2009年6月17日 | ノンちゃんの娘出現! | 大岡進 | 7.5%   |
| 最終回                                                     | 2009年6月24日 |                     | 清弘誠 | 6.8%   |
| 平均視聴率 7.74%（視聴率は関東地区・ビデオリサーチ社調べ） |               |                     |        |        |

## 備考
- 舞台は入間市の金子区が中心となっている。
- 劇中の狭山茶販売店は、生産製造を自家農家さんが行い直営販売している狭山茶ご当地スタイル（直営店は主に埼玉県の南西部と南中部に点在する）。味もさることながら年間の収穫量も少ないため全国期的に希少品種。
- 第2シリーズでも、何人かの本作キャストが放送上掛け持ちとなっている（本作 第2シリーズは2008年12月に撮影が終了）。
- 長女役の山崎の方が、次女役のたくまより3つ年下である。